# Бабешкин, Вадим Викторович
Вади́м Ви́кторович Бабе́шкин (род. 17 февраля 1987, Ленинград, СССР) — российский видеоблогер и стример. Создатель и владелец одноимённого YouTube-канала с названием «Вадим Бабешкин». Чемпион Европы по клифф-дайвингу 2015 года. Член президиума Российской федерации прыжков в воду (РФПВ). До января 2020 года являлся президентом Федерации прыжков в воду Санкт-Петербурга.

## Биография
Вадим Бабешкин родился 17 февраля 1987 года в Ленинграде. С восьми лет начал заниматься в петербургском бассейне СКА, совмещая плавание со спортивной гимнастикой.
В июле 2015 года стал чемпионом Европы по хай-дайвингу (WHDF International Cliff Diving Championship), выиграв соревнования по прыжкам в воду с 20-ти метровой скалы.
В марте 2017 года принял участие в Moscow Ticketing Forum в роли спикера.
11 сентября 2017 года вошёл в состав жюри проекта #ЯЗАСПОРТ, организованного компаниями Одноклассники и CarPrice.
11 декабря 2019 года в Доме правительства Московской области выступил в качестве спикера на спортивном форуме «Живу спортом».
Организовал и провёл, 26 декабря 2020 года, спортивное мероприятие по массовым прыжкам в воду с вышки, в котором приняли участие около 300 человек. Данное событие стало мировым рекордом в данном виде спорта.
7 февраля 2021 года стал официальным амбасадором Дворца водных видов спорта «Руза», основной задачей которого популяризация водных видов спорта.

## Рейтинги и публикации
18 Февраля 2021 стал финалистом премии Sport Business Awards в номинации Блогер года.
1 марта 2020 вошёл в ТОП-7 блогеров Подмосковья по версии издания 360tv.ru.
16 июля 2019 года стал самым популярным спортивным блогером России, по версии издания Sports.ru.
29 марта 2019 года вошёл в список Топ спортивного YouTube России, по версии интернет издания Реальное Время.

## Семья
Утверждения, что Вадим является родным братом блогера Ильи Варламова, не соответствуют действительности. Впервые информация о родстве появилась в аккаунте Варламова в Instagram, но была всего лишь шуткой. Впоследствии Вадим на своей странице в Facebook 19.06.2021 эту информацию опроверг.